# ويليام بلاكبيرن
ويليام بلاكبيرن (24 نوفمبر 1888 - 3 يونيو 1941) (بالإنجليزية: William Blackburn)‏ هو لاعب كريكت بريطاني وبريطاني (وحمل سابقاً جنسية المملكة المتحدة لبريطانيا العظمى وأيرلندا).

## وصلات خارجية
- ويليام بلاكبيرن على موقع إي آس بي آن كريك إنفو (الإنجليزية)